# ال فریمن جونیور
ال فریمن جونیور (انگلیسی: Al Freeman Jr.؛ ۲۱ مارس ۱۹۳۴ – ۹ اوت ۲۰۱۲ (۷۸ سال)) یک هنرپیشه و کارگردان فیلم اهل ایالات متحده آمریکا بود.
از فیلم‌ها یا برنامه‌های تلویزیونی که وی در آن نقش داشته است می‌توان به مالکوم ایکس، کارآگاه اشاره کرد.

## مرگ
فریمن در ۹ اوت ۲۰۱۲ در واشینگتن دی سی در سن ۷۸ سالگی درگذشت.